# Rudolf Ramseyer
Rudolf ("Rüdi") Ramseyer (Bern, 17 september 1897 – aldaar, 13 september 1943) was een Zwitsers voetballer, die speelde als verdediger. Hij overleed op 45-jarige leeftijd.

## Clubcarrière
Ramseyer speelde gedurende zijn carrière voor BSC Young Boys en FC Bern. Met die eerste club won hij eenmaal de landstitel.

## Interlandcarrière
Ramseyer kwam 59 keer (vijf goals) uit in het Zwitsers nationaal elftal in de periode 1920–1931. Onder leiding van de Engelse bondscoach Teddy Duckworth nam hij met zijn vaderland deel aan de Olympische Spelen 1924 in Parijs, waar de Zwitsers de zilveren medaille wonnen. In de finale verloor de ploeg met 3–0 van Uruguay, dat de revelatie van het toernooi werd.

## Erelijst
BSC Young Boys
- Zwitsers landskampioen

1920